# Quyết Thắng, thành phố Lai Châu
Quyết Thắng là một phường thuộc thành phố Lai Châu, tỉnh Lai Châu, Việt Nam.

## Địa lý
Phường Quyết Thắng có vị trí địa lý:
- Phía đông giáp phường Quyết Tiến
- Phía tây và phía bắc giáp xã Sùng Phài
- Phía nam giáp huyện Tam Đường.

Phường có diện tích 2,99 km², dân số năm 2012 là 6.042 người, mật độ dân số đạt 2.018 người/km².

## Lịch sử
Phường Quyết Thắng được thành lập vào ngày 10 tháng 10 năm 2004 trên cơ sở 383,30 ha diện tích tự nhiên và 3.969 người của thị trấn Phong Thổ, 225 ha diện tích tự nhiên và 1.096 người của xã Nậm Loỏng.
Ngày 2 tháng 11 năm 2012, Chính phủ ban hành Nghị quyết 71/NQ-CP. Theo đó, thành lập phường Quyết Tiến trên cơ sở điều chỉnh 306,66 ha diện tích tự nhiên và 6.834 người của phường Quyết Thắng.
Sau khi điều chỉnh địa giới hành chính, phường Quyết Thắng còn lại 299,43 ha diện tích tự nhiên và 6.042 người.